# グーテンシュタイン線
グーテンシュタイン線（ドイツ語: Gutensteinerbahn）は、オーストリア国鉄の鉄道線の名称である。路線番号は521。

## 運行形態

### 快速「レギオナルエクスプレス(REX)」
- REX97系統：　ヴィーナー・ノイシュタト - グーテンシュタイン　【平日運行】
平日の夕方に、一時間に1本の運行。上下で停車駅が異なる。
過去の運行形態
2018年末に、夕方のグーテンシュタイン行のみ運行を開始した。夕方のノイシュタト行は、普通列車として、バト・フィシャウ・ブルンとアネモネ湖を除く各駅に停車していた。
2021年度に、夕方のノイシュタト行の一部が途中駅通過となり、停車駅が現在の快速停車駅＋バト・フィシャウ・ブルンとなった。
2022年度に、途中駅通過のノイシュタト行列車が快速に格上げされた他、早朝にグーテンシュタイン行1本が追加された。早朝便は、アネモネ湖とオーバーピーシュティンク - オートマン間の各駅に停車する一方、ヴィプフェルホフ通りとライムンドフィアテルを通過していた。
2023年度より、東行の列車がバト・フィシャウ・ブルン通過になった他、早朝の西行もオーエド通過となった。
2024年度より、早朝の西行快速が各駅停車の普通列車に置き換えられた。東行はバト・フィシャウ・ブルン停車となった。

### 普通
- R97系統：　ヴィーナー・ノイシュタト - グーテンシュタイン
1時間に1本の運行。ヴィーナー・ノイシュタットで、ウィーン方面超特急(RJ)と接続する。
なお、アネモネ湖はグーテンシュタイン行の大部分が停車するが、ノイシュタット行は一日3本を除いて通過する。522号線との分岐駅であるバト・フィシャウ・ブルンも、殆どの列車が通過する。（両駅とも、522号線の列車が停車する）
2018年以前は、平日ほぼ1時間に1本、休日ほぼ2時間に1本の運行であった。2022年度以前は、ドライシュテッテンに全列車が停車していた。

## 駅一覧
以下では、オーストリア国鉄521号線の駅と営業キロ、停車列車、接続路線などを一覧表で示す。
- 停車駅
  - ■印：全列車停車
  - ●印：大部分停車
  - ▼△印：グーテンシュタイン行は大部分停車、ノイシュタット行は一部停車
  - ▽▲印：グーテンシュタイン行は一部停車、ノイシュタット行は全列車停車
  - ∨▲印：グーテンシュタイン行は通過、ノイシュタット行は全列車停車
  - ○印：大部分通過、一部停車

| 路線名 | 駅名                                     | 駅間営業キロ | 累計営業キロ         | 累計営業キロ                   | REX | R  | 接続路線 | 所在地                   | 所在地                         |
| ------ | ---------------------------------------- | ------------ | -------------------- | ------------------------------ | --- | -- | --- | ------------------------ | ------------------------------ |
| 522    | ヴィーナー・ノイシュタト駅               | -            | ノイシュタトから 0.0 |                                | ■   | ■  | 510号線（ウィーン方面、ブルック方面） 511号線（エーブライヒスドルフ方面） 520号線（フェーリング方面）、524号線（ショプロン方面） | ニーダーエスターライヒ州 | ヴィーナー・ノイシュタト市     |
| 522    | ヴィーナー・ノイシュタト・アネモネ湖駅   | 3.6          | 3.6                  |                                | ｜  | ▼△ | | ニーダーエスターライヒ州 | ヴィーナー・ノイシュタト市     |
| 521    | バト・フィシャウ・ブルン駅               | 3.2          | 6.8                  |                                | ∨▲  | ○  | 522号線（プフベルク方面） | ニーダーエスターライヒ州 | ヴィーナーノイシュタトラント郡 |
| 521    | バト・フィシャウ駅                       | 0.7          | 7.5                  |                                | ■   | ■  | | ニーダーエスターライヒ州 | ヴィーナーノイシュタトラント郡 |
| 521    | 花火工場駅                               | 2.4          | 9.9                  |                                | ∨▲  | ■  | | ニーダーエスターライヒ州 | ヴィーナーノイシュタトラント郡 |
| 521    | ヴェラースドルフ駅                       | 2.4          | 12.3                 | レオバースドルフ分岐点から 9.1 | ■   | ■  | | ニーダーエスターライヒ州 | ヴィーナーノイシュタトラント郡 |
| 521    | ヴェラースドルフ・マーハグラベン駅       | 1.1          | 13.4                 | 10.2                           | ｜  | ■  | | ニーダーエスターライヒ州 | ヴィーナーノイシュタトラント郡 |
| 521    | ピーシュティンク樹脂工場駅               | 2.5          | 15.9                 | 12.7                           | ｜  | ■  | | ニーダーエスターライヒ州 | ヴィーナーノイシュタトラント郡 |
| 521    | ピーシュティンク駅                       | 1.0          | 16.9                 | 13.7                           | ■   | ■  | | ニーダーエスターライヒ州 | ヴィーナーノイシュタトラント郡 |
| 521    | ドライシュテッテン駅                     | 1.1          | 18.0                 | 14.8                           | ｜  | ●  | | ニーダーエスターライヒ州 | ヴィーナーノイシュタトラント郡 |
| 521    | オーバーピーシュティンク駅               | 1.1          | 19.1                 | 15.9                           | ■   | ■  | | ニーダーエスターライヒ州 | ヴィーナーノイシュタトラント郡 |
| 521    | ヴォプフィンク駅                         | 1.5          | 20.6                 | 17.4                           | ∨▲  | ■  | | ニーダーエスターライヒ州 | ヴィーナーノイシュタトラント郡 |
| 521    | ヴァルデク駅                             | 1.6          | 22.2                 | 19.0                           | ■   | ■  | | ニーダーエスターライヒ州 | ヴィーナーノイシュタトラント郡 |
| 521    | ヴァルデク・デュアンバッハ駅             | 0.6          | 22.8                 | 19.6                           | ∨▲  | ■  | | ニーダーエスターライヒ州 | ヴィーナーノイシュタトラント郡 |
| 521    | オーエド駅                               | 2.5          | 25.3                 | 22.1                           | ∨▲  | ■  | | ニーダーエスターライヒ州 | ヴィーナーノイシュタトラント郡 |
| 521    | ミーゼンバッハ・ヴァイドマンスフェルト駅 | 1.6          | 26.9                 | 23.7                           | ■   | ■  | | ニーダーエスターライヒ州 | ヴィーナーノイシュタトラント郡 |
| 521    | オートマン駅                             | 3.0          | 29.9                 | 26.7                           | ∨▲  | ■  | | ニーダーエスターライヒ州 | ヴィーナーノイシュタトラント郡 |
| 521    | ペアニッツ・ヴィプフェルホフ通り駅       | 0.8          | 30.7                 | 27.5                           | ■   | ■  | | ニーダーエスターライヒ州 | ヴィーナーノイシュタトラント郡 |
| 521    | ペアニッツ・ムッゲンドルフ駅             | 0.8          | 31.5                 | 28.3                           | ■   | ■  | | ニーダーエスターライヒ州 | ヴィーナーノイシュタトラント郡 |
| 521    | ペアニッツ・ライムンドフィアテル駅       | 1.1          | 32.6                 | 29.4                           | ■   | ■  | | ニーダーエスターライヒ州 | ヴィーナーノイシュタトラント郡 |
| 521    | グーテンシュタイン駅                     | 3.2          | 35.8                 | 32.6                           | ■   | ■  | | ニーダーエスターライヒ州 | ヴィーナーノイシュタトラント郡 |